# てんてこ漫遊記
『てんてこ漫遊記』（てんてこまんゆうき）は、1966年3月2日から同年12月28日までTBS系列局で放送されていた朝日放送製作の公開コメディ番組である。サンスターシオノギ（サンスター歯磨＝現・サンスター）の一社提供。全43回。放送時間は毎週水曜 19:30 - 20:00 （日本標準時）。

## 概要
城中の堅苦しい生活を嫌って城を飛び出した紀州藩の若君・松平竹千代が、道中で出会った鍋島藩の姫君・めぐみ姫とその腰元・雛次を鍋島藩まで送り届けるべく、様々な事件を解決ながら各地を旅する話。竹千代を演じていた茶川一郎は、技を決めるたびに「ハッハッハ、バァカめぇ」と叫んでいた。
この番組は漫画家の藤川昭平によってコミカライズされており、集英社の月刊誌『少年ブック』に連載されていた。藤川は、番組の主題歌を収めたビクターミュージックブック（後述）の挿絵も手掛けた。
1964年5月開始の海外アニメ「トムとジェリー」から一貫してTBS系列局で放送された水曜夜7時30分の海外作品枠であったが、本枠からは水曜夜7時30分枠の連続ドラマに路線を変更する運びとなった。「トムとジェリー」まではTBSの製作枠であったものの、朝日放送製作枠でサンスターの一社提供になるのは本番組が初となった。

## 出演者
- 松平竹千代（主人公）：茶川一郎
- めぐみ姫（鍋島藩姫君）：恵とも子
- 雛次（めぐみ姫の腰元）：宮城まり子
- 徳川頼宣（紀州藩殿様）：有島一郎
- お松の方（頼宣の奥方）：清川虹子
- 芦屋雁之助
- 芦屋小雁
- 牧野兵庫頭（紀州藩家老）：喜味こいし（夢路いとし・喜味こいし）
- 堀部佐々衛門（紀州藩目付）：夢路いとし（〃）
- 桜姫（竹千代の異母妹）：白木みのる
- 浅岡の局：若水ヤエ子
- ほか

## スタッフ
- 原作・脚本：山路洋平
- 演出：西村大介

## サブタイトル
| 回                | 放送日  | サブタイトル     |
| ----------------- | ------- | ---------------- |
| 1                 | 3月2日  | 和歌山城の若     |
| 2                 | 3月9日  | 殿、お加減は？   |
| 3                 | 3月16日 | 狩に獲物じゃ     |
| 4                 | 3月23日 | いざ参ろうぞ     |
| 5                 | 3月30日 | 通せ通せ         |
| 6                 | 4月6日  | 姫、安心いたせ   |
| 7                 | 4月13日 | ままなるろう     |
| 8                 | 4月20日 | 渡しはせぬぞ     |
| 9                 | 4月27日 | お守り下され     |
| 10                | 5月4日  | 浪路・頼むぞ     |
| 11                | 5月11日 | あきらめるがよい |
| 12                | 5月18日 | いざ川越えじゃ   |
| 13                | 5月25日 | テレてもうた     |
| 14                | 6月1日  | そうはまいらぬ   |
| 15                | 6月8日  | 正気のサタか     |
| 16                | 6月15日 | 何があったのじゃ |
| 17                | 6月22日 | 山中は物騒じゃ   |
| 18                | 6月29日 | 末おそろしや     |
| 19                | 7月6日  | ぬれぎぬはらせ   |
| 20                | 7月13日 | めずらしや       |
| （7月20日は休止） |         |                  |
| 21                | 7月27日 | しまらんのう     |

| 回 | 放送日   | サブタイトル             |
| -- | -------- | ------------------------ |
| 22 | 8月3日   | 身につまされるのう       |
| 23 | 8月10日  | まきぞえはかなわぬ       |
| 24 | 8月17日  | 奇術フシギアルゾ         |
| 25 | 8月24日  | アテられるのう           |
| 26 | 8月31日  | 姫はどこじゃ             |
| 27 | 9月7日   | 親ごころじゃあア         |
| 28 | 9月14日  | 改心いたせ               |
| 29 | 9月21日  | 目が覚めたか             |
| 30 | 9月28日  | 余は労働したぞ           |
| 31 | 10月5日  | 仲間同士じゃ             |
| 32 | 10月12日 | なつかしき乳母よ         |
| 33 | 10月19日 | 新手が来たか             |
| 34 | 10月26日 | 顔で通るぞ               |
| 35 | 11月2日  | そちはツルか             |
| 36 | 11月9日  | ダマしよった             |
| 37 | 11月16日 | ああイヤンなっちゃったぞ |
| 38 | 11月23日 | フグは食いたし…          |
| 39 | 11月30日 | 武蔵イザ勝負！           |
| 40 | 12月7日  | お互いさまに             |
| 41 | 12月14日 | 酒は飲め飲め             |
| 42 | 12月21日 | ズドンとまいるぞ         |
| 43 | 12月28日 | 姫幸せに暮らせ           |

（参考：1966年3月2日 - 同年12月28日各付けの「毎日新聞・縮刷版」ラジオ・テレビ欄）

## 主題歌
「てんてこ漫遊記」
作詞：佐伯孝夫 / 作曲：吉田正 / 歌：橋幸夫
この曲は、同名のビクターミュージックブック（制作：日本ビクター / 発売：ビクター出版）に付属のソノシートに収録されている。ソノシートにはこの曲のほかにドラマ「若様城中脱出の巻」が収録されているが、竹千代の声は石川進に替わるなど、オリジナルとは配役が異なっている。